# Austrolimnophila (Austrolimnophila) exsanguis
Austrolimnophila (Austrolimnophila) exsanguis is een tweevleugelige uit de familie steltmuggen (Limoniidae). De soort komt voor in het Afrotropisch gebied.